# Blanca Romero Ezama
Blanca Romero Ezama (Gijón, Astúries; 2 de maig de 1976) és una actriu, model i cantant espanyola. Asturiana d'origen, compta amb ascendència peruana i gitana.

## Biografia
Amb 14 anys li van oferir fer la seva primera desfilada en una boutique de Gijón. Arran d'aquí es va començar a interessar en el tema de la moda i amb 17 anys es va traslladar a Madrid i dos anys després a París (França) per a treballar en revistes de moda com Givenchy o Madame.
La seva primera cançó la va compondre en 2001, quan no podia sortir de la casa d'uns amics en Gijón a causa d'un terrible temps. Durant aquests 15 dies va decidir compondre-la.
A mitjan 2006, amb el nom artístic de La Perra, va començar una carrera musical que no va tenir continuïtat.
Va intervenir en alguns reportatges de Puntodoc (Antena 3) i El club de Flo (La Sexta), intervenció gràcies a la qual l'equip de Física o Química (Antena 3) es va fixar en ella, fent el salt a la interpretació; també va tornar amb motiu del final de la sèrie. També actuà a Las mañanas de Cuatro, After i a Supermodelo 2006. Ha estat portada en diverses ocasions de Elle i va posar nua per a denunciar la greu situació de l'aigua, sent model de la Expo Zaragoza 2008.
Va debutar al cinema en 2009 amb la pel·lícula After; en 2011 va estrenar Los muertos no se tocan, nene i Fin en 2012 on dona vida a Cova.
L'any 2015 participa en la primera temporada de Bajo sospecha la nova sèrie de Antena 3 juntament amb Yon González la seva parella en la ficció. Després de la renovació de la sèrie per una segona temporada es va publicar que Blanca no seguiria en el projecte i que la seva substituta seriosa l'actriu Olivia Molina. Un any després es coneix que ha fitxat per la nova minisèrie de La 1 anomenada La luz de la esperanza que s'estrenarà a principis de l'any 2017, compartint repartiment amb Isak Ferriz, Natalia de Molina, Pep Anton Muñoz, entre d'altres.

## Vida privada
Es va casar a l'església de San Pedro de Gijón amb el torero, Cayetano Rivera, el 26 d'octubre de 2001, en 2004 es van divorciar encara que ell havia adoptat legalment a la seva primera filla, Lucía.
El 21 de juliol de 2012, va ser mare per segona vegada d'un nen, Martín.
El 10 de juliol de 2015 va revelar la identitat del pare biològic de la seva filla Lucía a través d'una foto de instagram.
El 26 d'abril de 2018 la model desfila per primera vegada al costat de la seva filla a Barcelona.

## Filmografia

### Sèries de televisió
| Sèries de televisió | Sèries de televisió | Sèries de televisió                   | Sèries de televisió |
| Any                 | Títol               | Paper                                 | Episodis            |
| ------------------- | ------------------- | ------------------------------------- | ------------------- |
| 2008 - 2011; 2021   | Física o química    | Irene Calvo Azpeolea                  | 48 episodis         |
| 2012 - 2013         | L'Isola             | Tara Rival                            | 12 episodis         |
| 2015                | Bajo sospecha       | Laura Cortés/Laura González Sarmiento | 8 Episodis          |

### Cinema
| Pel·lícules | Pel·lícules                   | Pel·lícules      | Pel·lícules     |
| Any         | Títol                         | Paper            | Notes           |
| ----------- | ----------------------------- | ---------------- | --------------- |
| 2009        | After                         | Ana              | Paper principal |
| 2011        | Los muertos no se tocan, nene | Clara            | Paper principal |
| 2012        | Fin                           | Covadonga "Cova" | Paper principal |
| 2013        | El amor no es lo que era      | Paz              | Paper principal |
| 2017        | La llum d'Elna                | Maya             | Telefilm        |

## Premis
2009
- Premi Dona Cosmopolitan “Fun Fearless Female” a la Millor Actriu de Cinema per After.[8]

Premis Goya
| Any  | Categoria                         | Pel·lícula | Resultat |
| ---- | --------------------------------- | ---------- | -------- |
| 2010 | Goya a la millor actriu revelació | After      | Nominada |